# Museu Hendrik Christian Andersen
El Museu Hendrik Christian Andersen està situat en Via Pasquale Stanislao Mancini 20, al districte de Flaminio de Roma.

## Història
L'escultor i pintor Hendrik Christian Andersen, a la seva mort el 1940, va donar a l'estat, la seva col·lecció d'escultures junt amb fotografies, llibres i la casa-taller del districte de Flaminio. Tanmateix, solament després de la defunció de Lucía Andersen el 1978, comença la vida pública de l'edifici. Al començament, l'edifici va pertànyer a Enginyers Civils i a continuació, a la Superintendència de Monuments. Fins que la Galeria Nacional d'Art Modern i Contemporani va assumir la protecció de les col·leccions i també de l'edifici que consta d'un cambra dels mals endreços al soterrani, d'una planta baixa amb dues sales-taller on s'exposen les escultures de l'artista, el primer pis amb terrassa i altres dos pisos amb sales.